# 华中山楂
华中山楂（学名：Crataegus wilsonii）是蔷薇科山楂属的植物，为中国的特有植物。分布于中国大陆的湖北、甘肃、云南、浙江、陕西、四川、河南等地，生长于海拔1,000米至2,500米的地区，一般生长在山坡阴处密林中，目前尚未由人工引种栽培。